# 申赛范
申赛范（1992年2月28日—），是韩国女子短道速滑运动员。

## 职业生涯
2009年世界短道速滑锦标赛中，申赛范获得3000米接力银牌和1000米、1500米、3000米三个单项银牌。一周之后，她又随韩国女子短道速滑队在海伦芬获得2009年世界短道速滑团体锦标赛团体银牌牌。

## 资料来源
- 申赛范-国际滑冰联盟（ISU）